# شوت‌های بلند
شوت‌های بلند (به انگلیسی: The Longshots) یک فیلم کمدی-درام ورزشی آمریکایی محصول سال ۲۰۰۸ است که به کارگردانی فرد دورست ساخته شده و بر اساس رویدادهای واقعی زندگی یاسمین پلامر، اولین دختری که در مسابقات فوتبال «پاپ وارنر» با تیم هاروی کلتس به سرپرستی مربی ریچارد براون جونیور شرکت کرد، ساخته شده است. این فیلم با بازی آیس کیوب و ککه پالمر، دومین همکاری این دو بازیگر پس از آرایشگاه ۲: بازگشت به کار است و در تاریخ ۲۲ اوت ۲۰۰۸ اکران شد.

## خلاصه داستان
شهر میندن، لوئیزیانا، شهری صنعتی است که اقتصادش رو به زوال رفته و تیم فوتبال آن نیز ناکام است؛ تیمی که هیچ‌کس به آن امیدی ندارد. کرتیس پلامر، بازیکن سابق فوتبال که ورشکسته و بی‌هدف به خانه بازگشته، با خواهرزاده‌اش یاسمین، دختر برادر نالایقش روی، آشنا می‌شود. یاسمین از زمانی که پدرش پنج سال پیش آن‌ها را ترک کرده، ساعت او را به دست دارد به این امید که روزی بازگردد. مادر یاسمین، کلر، از کرتیس می‌خواهد بعد از مدرسه از یاسمین مراقبت کند زیرا او مشغول کار در رستوران محلی است. کرتیس متوجه می‌شود که یاسمین استعداد ویژه‌ای در پرتاب توپ فوتبال دارد و این استعداد را به علاقه‌ای به بازی تبدیل می‌کند. او سپس یاسمین را متقاعد می‌کند که در تیم فوتبال پاپ وارنر شهر، یعنی میندن براونز، تست بدهد؛ زیرا معتقد است که برای او خوب خواهد بود. در ابتدا بازیکنان و مربی تیم مخالف حضور یک دختر در تیم هستند، اما مهارت‌های یاسمین به او جایی در تیم می‌دهد. با این حال، مربی او را به عمد روی نیمکت نگه می‌دارد. در بازی چهارم، پس از اصرار زیادی از سوی کرتیس، مربی او را وارد بازی می‌کند. با اینکه تیم براونز بازی را می‌بازد، همه معتقدند که اگر یاسمین از ابتدا بازی کرده بود، می‌توانستند برنده شوند. پس از آن، یاسمین به عنوان کوارتربک اصلی تیم انتخاب می‌شود و میندن براونز به سرعت به تیمی موفق تبدیل می‌شود.
همه چیز خوب پیش می‌رود تا اینکه مربی فیشر دچار حمله قلبی می‌شود و دستیار مربی از کرتیس می‌خواهد برای دو بازی آخر، هدایت تیم را بر عهده بگیرد. او ابتدا تردید دارد، زیرا از شکست‌های گذشته‌اش هنوز آزرده است، اما در نهایت قبول می‌کند. تیم براونز هر دو بازی را می‌برد و به سوپر بول پاپ وارنر در میامی بیچ راه پیدا می‌کند. روی ناگهان برای دیدن دخترش، که در تلویزیون بازی می‌کند، بازمی‌گردد. کلر و کرتیس هر دو از بازگشت او ناراضی و مشکوک هستند، اما یاسمین از خوشحالی سر از پا نمی‌شناسد و باور دارد که بالاخره پدرش می‌خواهد بخشی از زندگی او باشد.
تیم براونز به دلیل کمبود بودجه تقریباً مجبور می‌شود از شرکت در سوپر بول انصراف دهد، اما با کمک مردم شهر پول کافی جمع می‌شود؛ حتی کرتیس آخرین پس‌اندازش را اهدا می‌کند. یاسمین در نیمه اول بازی به دلیل عدم حضور روی خوب بازی نمی‌کند. کرتیس با او صحبت می‌کند و تیم براونز در نیمه دوم به بازی بازمی‌گردد. با این حال، بازی را پس از اینکه یکی از هم‌تیمی‌ها توپ را در آخرین لحظه از دست می‌دهد، می‌بازند. اما همه خوشحال‌اند که برای اولین بار، براونز به مسابقات قهرمانی راه یافته است. یاسمین در نهایت با پدر بی‌مسئولیتش روبرو می‌شود و ساعتش را به او بازمی‌گرداند و برای همیشه او را از زندگی‌اش کنار می‌گذارد و کرتیس را به عنوان پدر واقعی‌ای که همیشه می‌خواست، می‌پذیرد.

## انتشار
شوت‌های بلند در تاریخ ۲ دسامبر ۲۰۰۸ بر روی دی‌وی‌دی منتشر شد. این فیلم در جایگاه هجدهم جدول فروش دی‌وی‌دی‌ها قرار گرفت و ۱۴۳٬۰۰۰ نسخه فروخت و درآمدی معادل ۲٬۸۵۸٬۹۵۰ دلار به دست آورد. تا ژانویه ۲۰۰۹، ۴۷۱٬۰۰۰ نسخه دی‌وی‌دی فروخته شد که به معنای ۱۱ میلیون دلار درآمد بود.

## بازخورد

### فروش گیشه
شوت‌های بلند در تاریخ ۲۲ اوت ۲۰۰۸ اکران شد و در هفته افتتاحیه خود ۴٬۰۸۰٬۶۸۷ دلار فروش کرد. این فیلم در فروش گیشه شکست خورد و در سراسر جهان تنها ۱۱٬۷۶۷٬۸۶۶ دلار درآمد کسب کرد، در حالی که بودجه تولید آن ۲۳ میلیون دلار بود.

### بازخورد منتقدان
شوت‌های بلند بازخوردهای متفاوتی دریافت کرد. وب‌سایت جمع‌آوری نقدها، راتن تومیتوز، به این فیلم امتیاز ۴۱٪ براساس ۷۱ نقد داده است که میانگین امتیاز آن ۵٫۲/۱۰ است. اجماع انتقادی سایت می‌گوید:
«شوت‌های بلند نیت خوبی داشت، اما بیشتر از یک اثر کلیشه‌ای فراتر نمی‌رود و نمی‌تواند از الگوی فیلم‌های ورزشی الهام‌بخش خارج می‌شود.»
در متاکریتیک، این فیلم میانگین امتیاز ۵۲ از ۱۰۰ را براساس ۱۹ نقد دریافت کرده است که نشان‌دهنده «نقدهای مختلط یا متوسط» است. مخاطبانی که توسط سینمااسکور نظرسنجی شدند، به فیلم نمره متوسط A در مقیاس A+ تا F دادند.
روت استاین از سان فرانسیسکو کرونیکل اظهار داشت که «شیوه برنده شدن» و «لبخند درخشان» ککه پالمر باعث شد که او برای نقش خود در فیلم کاملاً مناسب باشد.